# Церква Івана Богослова (Грушевська)
Церква Івана Богослова (рос. Церковь Иоанна Богослова) ― нині діючий православний храм в станиці Грушевська, Аксайскій район, Ростовська область. Відноситься до Аксайскому благочинию Ростовської і Новочеркаській єпархії Московського патріархату. Побудована в 1901 році. Є об'єктом культурної спадщини регіонального значення.

## Історія
Церква була зведена в 1901 році за проектом архітектора Куликова на місці колишнього тимчасового молитовного будинку, влаштованого в 1877 році після великої пожежі в церкві Святої Варвари, яка згоріла роком раніше, і перенесеного на інший інший край станиці в 1886 році.
Храм пережив Громадянську та Другу світову війни, але був закритий у 1957 році під час чергової антирелігійної кампанії Микити Хрущова. У будівлі церкви відкрили клуб, хоча проіснував він недовго, оскільки не мав достатньої кількості відвідувачів. Потім приміщення використовувалося як зерносховище.
У 1959 році була зламана дах храму, стіни його влади збиралися розібрати на цеглу, але цього не відбулося.
Хоча на даний момент храм і знаходиться в напівзруйнованому стані, він не покинутий. З 1990-х років місцеві жителі робили спроби відновити будівлю храму. Роботи з реставрації повільно ведуться вже протягом більше десятка років і не завершені донині.
Щорічно в день Івана Богослова (9 жовтня) в церкві проводиться молебень, який відвідують близько 100 осіб.

## Зовнішній вигляд
Храм має хрестоподібну форму. Єдиний вівтар освячений в честь Івана Богослова. Вхідні ворота увінчані напівкруглими карнизами, вікна ― трикутними. Самі вікна розташовуються в чотирьох сторонах храму, по три в кожній, з боків від них знаходяться цегляні напівколони. Дзвіниця двоярусна, в минулому, імовірно, була триярусною. Хрести та бані на ній не збереглися.